# Zvezna univerza v Kazanu
Kazanska zvezna univerza (rusko Казанский федеральный университет; tatarsko Казан федераль университеты) je druga najstarejša univerza v Rusiji z neprekinjenim delovanjem s sedežem v Kazanu v Tatarstanu. Velja za pomembno izobraževalno ustanovo v Rusiji in izobraževalno središče predvsem za študente iz Povolžja, Sibirije in Kavkaza.

## Zgodovina
Univerza je bila ustanovljena 5. novembra 1804 (17. novembra po gregorijanskem koledarju) z ukazom carja Aleksandra I., delovati pa je začela leto pozneje. V prvih desetletjih svojega obstoja je postalo pomembno središče izobraževanja in znanosti. Pojavile so se različne znanstvene smeri in šole, vključno z matematiko, kemijo, fiziko, medicino, jezikoslovjem in geologijo.
V polnem obsegu s štirimi oddelki (za moralne in politične vede, fizikalne in matematične vede, medicinske vede in literarne vede) je univerza začela delovati leta 1814. Iz teh oddelkov so leta 1835 nastale prve fakultete. Sčasoma so jih dodali še več. V prvih desetletjih univerze so imeli pomembno vlogo nemški profesorji, med drugim: Johann Bartels, Johann Friedrich Erdmann, Christian Frähn. Nemški profesor in rektor univerze Karl Fuchs je ustanovil medicinsko fakulteto v Kazanu in kot prvi Evropejec raziskoval tatarsko zgodovino in kulturo. Leta 1844 je nemško-baltski profesor univerze v Kazanu Karl Ernst Claus odkril kemični element rutenij. Danes univerzo poleg 15 fakultet med drugim sestavljajo še kemijski inštitut, fizikalni inštitut, inštitut za orientalske študije, jezikovni inštitut in dve podružnici univerze. Trenutno tukaj študira okoli 50.000 študentov.

## Znani alumni
V abecednem vrstnem redu:
- Gabdulčaj Ačatov (1927–1986), sovjetski jezikoslovec in turkolog
- Bruno Fridrichowič Adler (1874–1942), rusko-nemški etnolog in antropolog
- Walter Anderson (1885–1962), nemški folklorist
- Mili Balakirev (1837–1910), ruski skladatelj
- Jan Baudouin de Courtenay (1845–1929), poljski jezikoslovec in slavist
- Nikolaj Beketov (1827–1911), ruski kemik
- Vasilij Vasiljevič Bervi (1829–1918), ruski ekonomist in sociolog
- Pjotr Boborikin (1836–1921), ruski pisatelj
- Alexander Butlerov (1828–1886), ruski kemik
- Karl Ernst Claus (1796–1864), nemško-ruski farmacevt in kemik
- Franz von Erdmann (1793–1862), nemški orientalist
- Johann Friedrich Erdmann (1778–1846), nemški zdravnik
- Eduard Friedrich Eversmann (1794–1860), nemški zoolog
- Christian Martin Joachim Frähn (1782–1851), nemški orientalist
- Karl Friedrich Fuchs (1776–1846), nemško-ruski zdravnik
- Jevgenija Ginsburg (1904–1977), ruska zgodovinarka in pisateljica
- Vladimir Karavajev (1811–1892), rusko-ukrajinski kirurg in oftalmolog
- Aleksander Kasimovič Kasembek (1802–1870), azerbajdžansko-ruski orientalist
- Vladimir Lenin (1870–1924), sovjetski politik
- Karl Lindemann (1847–1929), ruski zoolog, entomolog in predstavnik rusko-nemških interesov
- Nikolaj Lobačevski (1792–1856), ruski matematik
- Vladimir Markovnikov (1837–1904), ruski kemik
- Konstantin Mereškovski (1855–1921), ruski botanik
- Afanasij Ščapov (1830–1876), ruski zgodovinar
- Aleksander Zajcev (1841–1910), profesor organske kemije
- Nikolaj Sinin (1812–1880), ruski kemik
- Mihail Minskij (Spirin) (1918–1988), rusko-ukrajinski pevec
- Lev Tolstoj (1828–1910), ruski pisatelj
- Georg von Wrangel (1783–1841), ruski pravnik